# Filhos de Gandhy

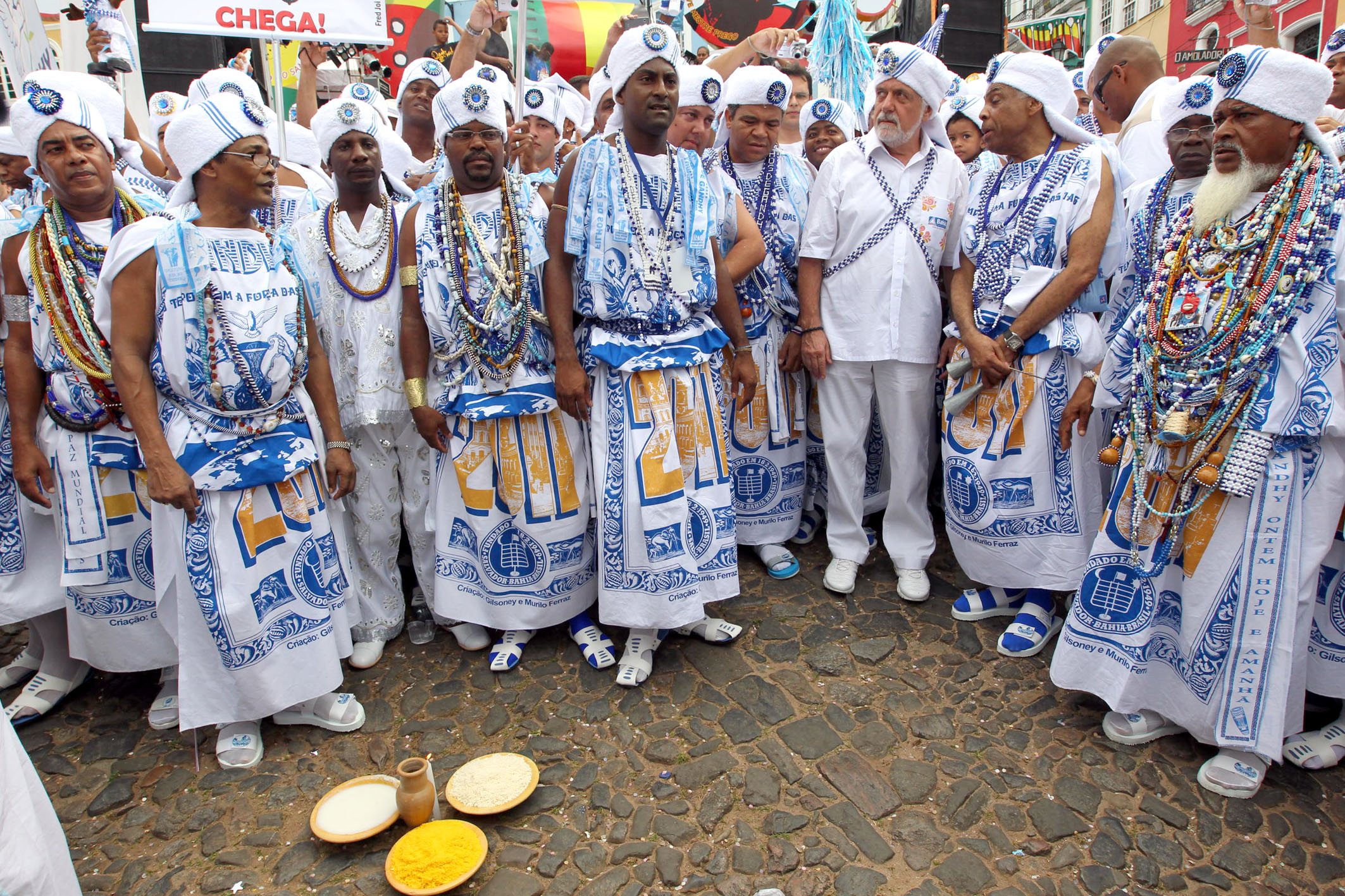
Mitglieder des Bloco Filhos de Gandhy

Filhos de Gandhy (dt. „Söhne Gandhis“) sind Mitglieder eines brasilianischen Karnevalsblocks (bloco). Als Afoxé-Bloco nehmen sie mit mehreren tausend Teilnehmern am Karneval in Salvador da Bahia teil.
Filhos de Gandhy wurde am 18. Februar 1949 gegründet und war die einzige Karnevalsgruppe Salvadors, die afrobrasilianische Musik spielte, bis 1974 der Bloco afro Ilê Aiyê entstand. Die Benennung nach Mahatma Gandhi sollte programmatisch das Prinzip der Gewaltfreiheit aufgreifen. Die Wurzeln der Afoxé-Musik liegen in der afrobrasilianischen Religion Candomblé, dessen Musik der Bloco auf die Straße tragen wollte. Traditionell ist die Gruppe in weiß mit blauen Turbanen gekleidet, die den Candomblé-Göttern Oxalá und Ogún gewidmet sind.
Die Filhos de Gandhy sind bis heute der bekannteste Afoxé-Bloco Salvadors, der Verein hat mehrere tausend Mitglieder.